# 雨が降ると君は優しい
『雨が降ると君は優しい』は、Huluにて2017年に配信された配信ドラマ。全8話。

## 概要
野島伸司がセックス依存症をテーマに3年をかけて書き上げた脚本を元にHuluが映像化したドラマ。

## あらすじ
出版社に勤める立木信夫は、副編集長としてまじめに働きながら、妻の彩と幸せな結婚生活を送っているかのように見えていた。しかし、彩はセックス依存症を患っており、出会い系サイトで知り合った男達とその場限りの関係を持つ日々を送っていたのだった。

## 登場人物

### 主要人物
立木信夫〈34〉
演 - 玉山鉄二（幼少期：竹内夢叶）
文構社にて月刊文芸誌「ストーリーファイル」の副編集長となる。生真面目な性格で妻を一筋に愛しているがセックスには不安を抱えており、なにかのトラウマに苦しめられている様子も見られる。過去には小説家を目指していた。
立木彩〈30〉
演 - 佐々木希（幼少期：吉澤梨里花）
信夫の妻。かつてはファッション誌「ネオフェミニン」で読者モデルをしていたが、結婚後は老人ホームの介護助手のパートをしながら良き妻を演じている。その裏では、赤いドレスと赤い口紅でセクシーに装い、「リンゴ」と名乗って出会い系サイトで知り合う男達と肉体関係を持つ日々を続けている。だがそれは夫への不満からではなくセックス依存症によるもので、治したいと思い小早川のクリニックを訪ねる。

### 文構社「ストーリーファイル」編集部
倉田和馬〈53〉
演 - 陣内孝則
信夫の上司であり編集長。強引なやり方も厭わないカリスマ編集者だが、実はアルコール依存症を患っており、治療で知り合った志保とはほとんど夫婦のような関係である。
平川百合〈23〉
演 - 奈緒
新人編集者。社内では秘密にしているが倉田和馬の実の娘である。小野田史郎の復帰作の担当編集者となるが、セクハラまがいの行為を要求される。
堺圭一
演 - 阿部力
常にオネエ言葉で話しているが、性的嗜好は明らかでない。
望月俊介
演 - 吉田ウーロン太
出会い系サイト経由で会った相手が彩だったことを同僚達に話し、妻の裏の顔が信夫の知るところとなる。
真壁徹
演 - 前田公輝
正義感の強いタイプの若手編集者。百合のことが好きだがあまり相手にされない。

### 作家
雫石奈美〈39〉
演 - 笛木優子
新進気鋭の作家。サングラスをかけて暗示的な言葉で語る、このドラマの狂言回しのような存在。
小野田史郎〈73〉
演 - 古谷一行（特別出演）
かつては恋愛小説で一世を風靡した大作家だが、近年は体調も悪く満足な作品を書けていない。倉田とは過去に知られざる因縁があるようである。
河野流星
演 - 柾木玲弥
信夫が担当している若い人気作家。飾り立てた部屋で派手な生活を送っている。

### その他
小早川志保〈42〉
演 - 木村多江
メディアでも人気のカウンセラー。自身のメンタルクリニックも開業しており、治療を通じて立木夫妻と知り合う。
新城玲子〈34〉
演 - 奥菜恵
文構社で信夫と同期であり、ファッション誌「ネオフェミニン」の編集長。読者モデル時代から彩を知る人物。
マイ
演 - 夏子
作家・河野流星の部屋に入り浸っている女子高生。
メイ
演 - 佐々木このみ
作家・河野流星の部屋に入り浸っている女子高生。

### ゲスト

#### 第1話
柳川良美
演 - 宮田早苗（第6話 - 最終話）
小野田史郎宅に住み込んでいる家政婦 兼 看護師。
受付
演 - 小池樹里杏（第2話・第7話・最終話）
小早川志保のクリニックの受付。
裸の男
演 - 街裏ぴんく
彩が一緒にホテルに行った男。
- 森田ワカナ[5]（第3話・第4話）、辞本直樹（第2話）、杉本安生、まあみ、辰巳シーナ

#### 第2話
ジョージ君
演 - 金井勇太
彩が以前ホテルに一緒に行った男。
鶴岡祐二
演 - 西村直人
万葉出版編集者。
司会者
演 - 秋枝直樹
塚本誠二サイン会の司会者。
塚本誠二
演 - 三溝浩二
新作「マティーニの秘密」のサイン会をする作家。
店員
演 - 俵広樹
真壁徹が暴れるのを止めようとするバーの店員。
- 宮森セーラ[8]、中山孟、飯田卓也

#### 第3話
石塚
演 - 林泰文（第4話）
人気ファンタジー作家。倉田と信夫に高級クラブで接待される。
瀬古
演 - 武田航平（第4話）
ファッションカメラマン。彩のモデル復帰の写真を撮影する。
石川
演 - 篠塚登紀子
施設に入所している認知症の女性。彩が自分の夫に色目を使った、と叱責する。
施設職員
演 - 上原奈美、田辺愛美
彩を叱責する石川を窘める。
ホステス
演 - 八代みなせ、松島志歩（第4話）
倉田が石塚を接待したクラブのホステス。
- 中村真知子

#### 第4話
断酒会会員
演 - 白石タダシ
断酒会で身の上を話すアルコール依存症患者。

#### 第5話
加藤芳丈
演 - 升毅（第6話）
彩の養父。彩が4歳の時に凪子と結婚した。元教師。
加藤凪子
演 - 岡田奈々（第6話）
彩の実母。
医師
演 - 谷仲恵輔
彩が入院した病院の医師。
書店店長
演 - 税所伊久磨
信夫が営業周りする書店の店長。
- 畑山亜梨紗[17]、和田菜々

#### 第6話
- 坂崎愛

#### 第7話
立木奈美
演 - 前田織音（最終話）、小山夢桜

リンゴ
演 - 紺野ぶるま
信夫が出会い系サイトで会う女性。
- 浜田初、吉本果叶、藤井みわ

#### 最終話
- 和田竜光

## スタッフ
- 脚本 - 野島伸司
- 演出 - 大塚恭司、岩﨑マリエ、松原浩
- 音楽 - 太田惠資
- 主題歌 - 「We're All Alone」ボズ・スキャッグス(Sony Music Japan International)
- 医療監修 -
- エグゼクティブプロデューサー - 長澤一史（Hulu）、毛利忍（Hulu）
- プロデューサー - 西原宗実（Hulu）、岩崎広樹（Hulu）、大森美孝（AX‐ON）
- 技術協力 - NiTRo、エヌ・エス・ティー、ブル
- 照明協力 - ラ・ルーチェ
- 美術協力 - 日本テレビアート、KHKアート、ケイプランニング
- ポスプロ - IMAGICA
- 音響効果 - スポット
- 音楽協力 - 日本テレビ音楽
- 制作プロダクション - AX-ON
- 制作著作 - HJホールディングス

## 関連商品

### DVD
時間  :  6 時間 53 分
発売日  :  2018/4/25
言語  :  日本語 (Dolby Digital 2.0 Stereo)
販売元  :  ポニーキャニオン
ASIN  :  B079S8DRYX